# Audi RS5
Audi RS 5 — спортивный автомобиль класса гран туризмо, выпускавшийся подразделением Audi Sport GmbH (ранее quattro GmbH) на платформе Audi A5 в 2010–2024 гг. Существует менее мощная спортивная версия Audi S5.

## Первое поколение
Audi RS 5 (8T) Выпускалось с 2010 по 2016 год. Двигатель V8 4.2 л. 450 л. с. Макс скорость 250 км/ч. Разгон 0-100 км/ч равен 4.6 секунды. Вес 1790—1995 кг.
Макс скорость 250 км/ч. С ослабленным ограничителем 280 км/ч.

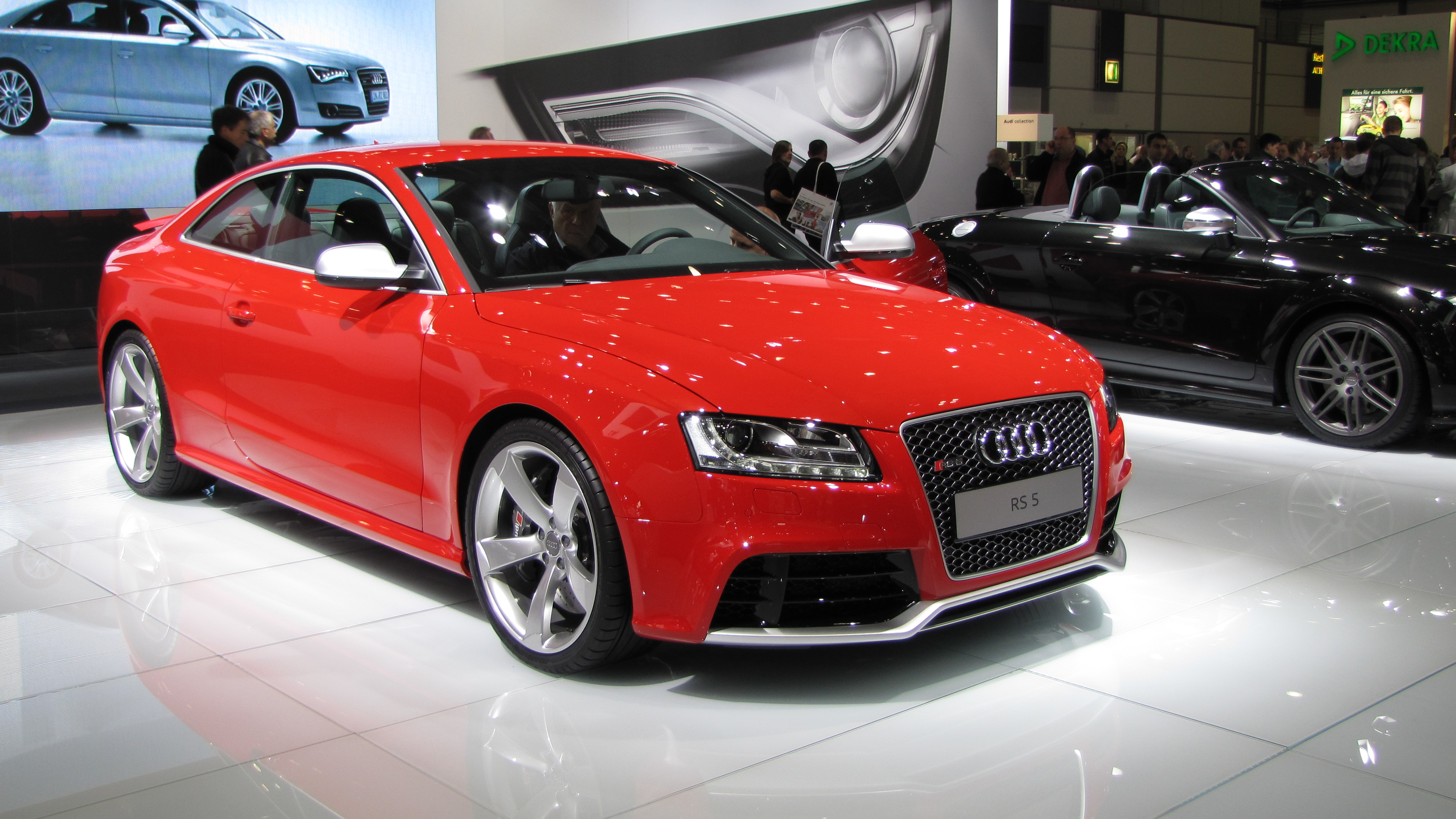
RS 5
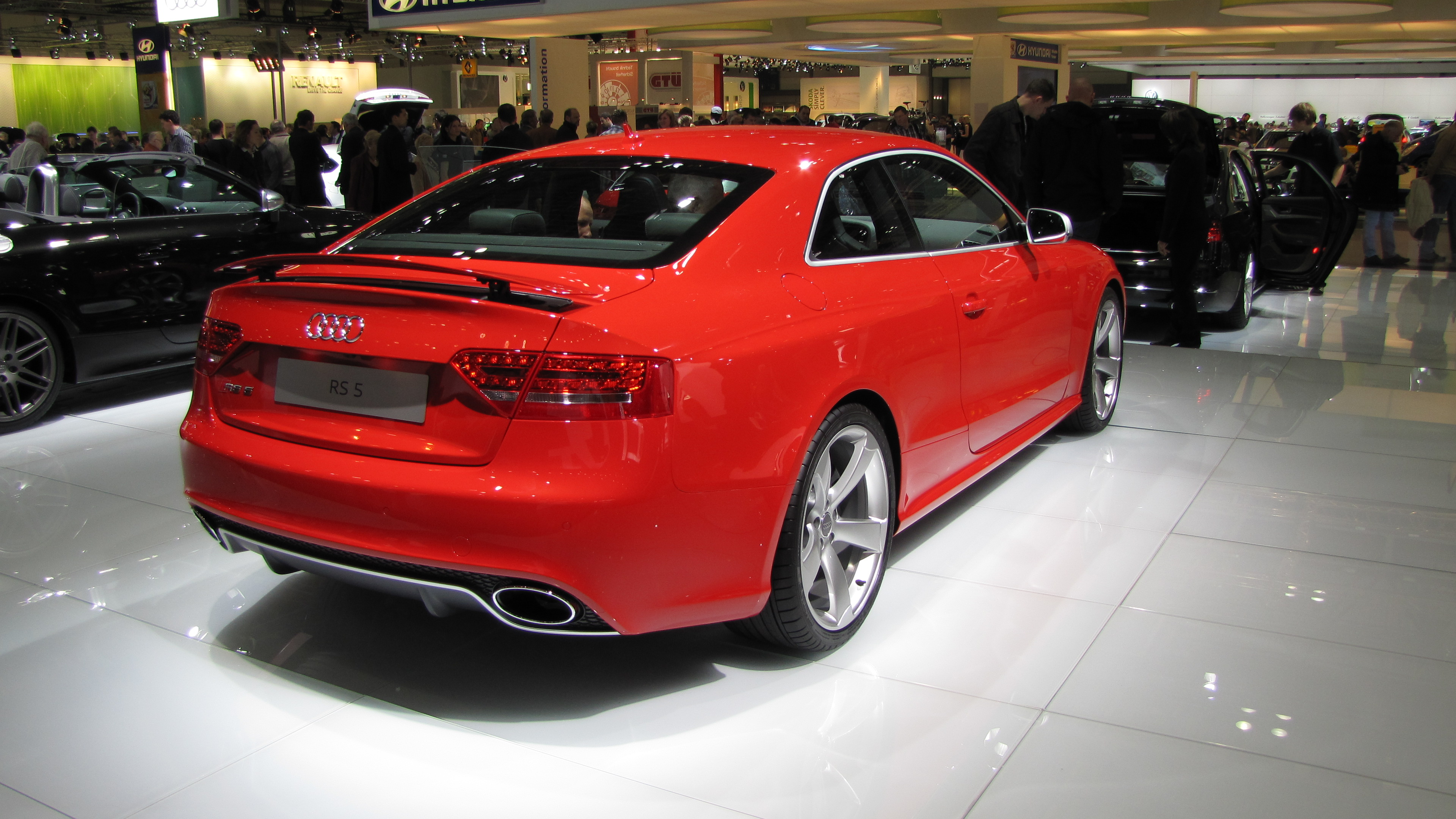
RS 5

#### Рестайлинг
В 2012 году был произведен рестайлинг.
Разгон был сокращён до 4.5 секунд. У кабриолета разгон составил 4.9 сек.

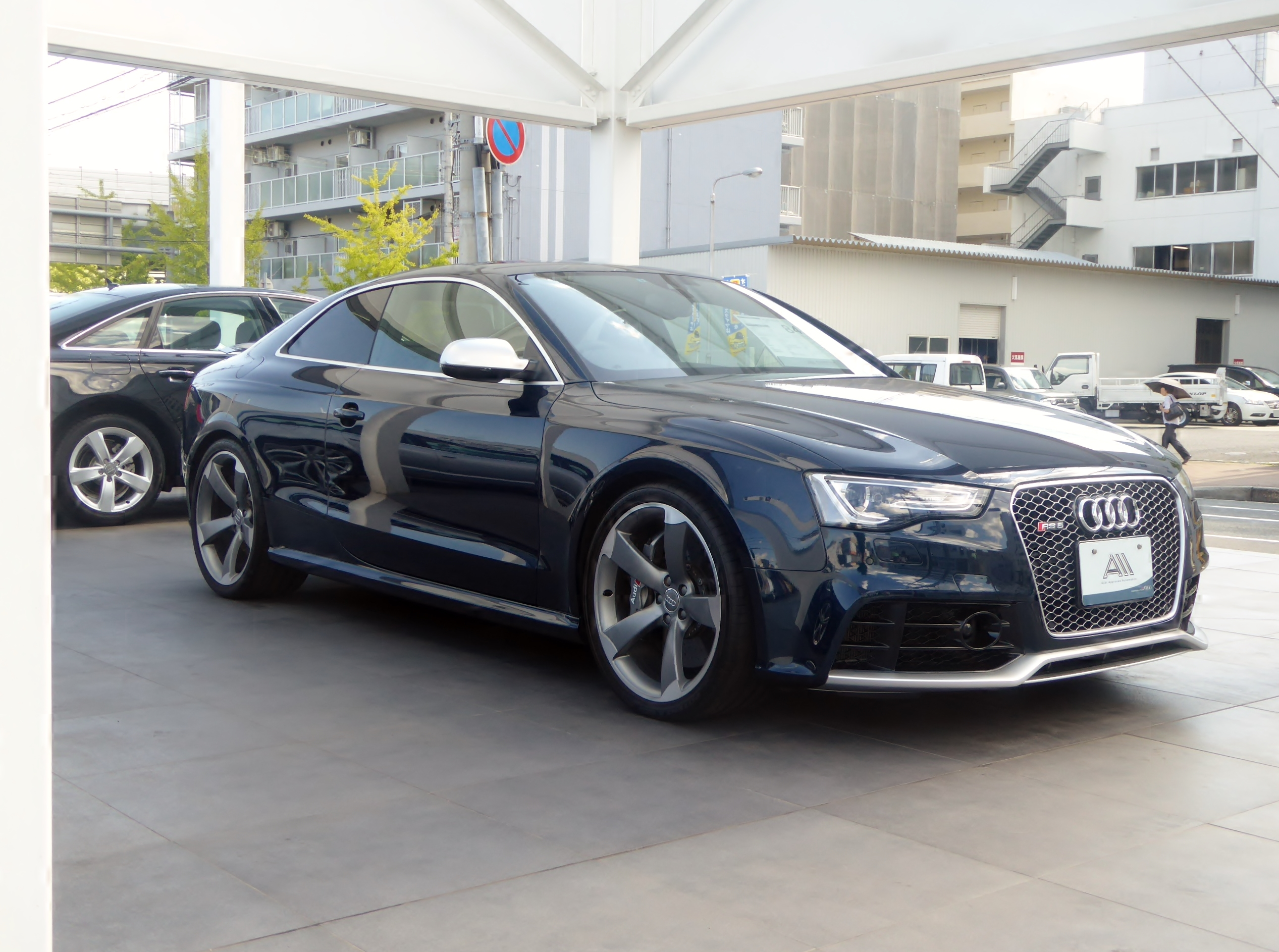
RS 5 Купе
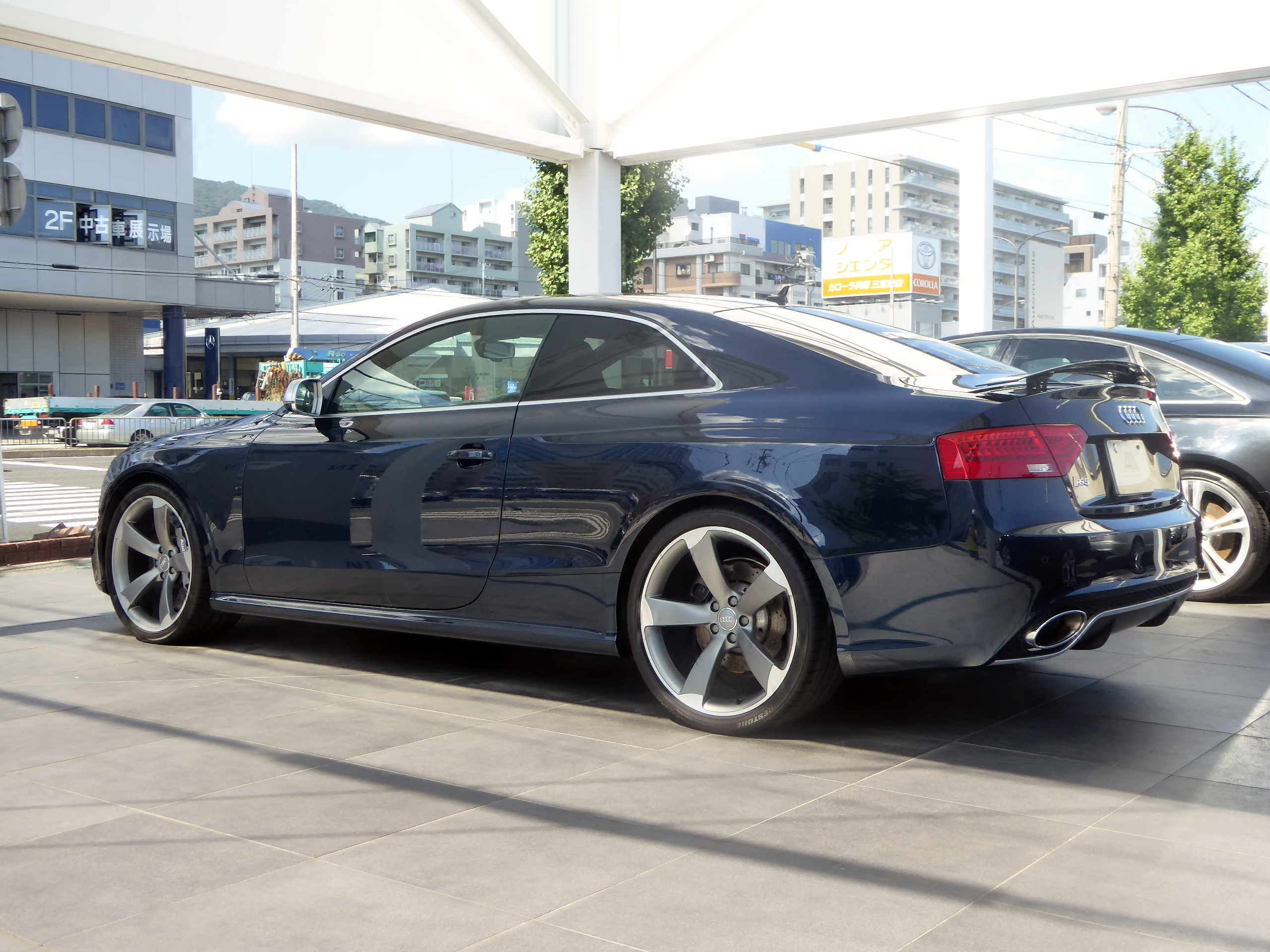
RS 5 Купе
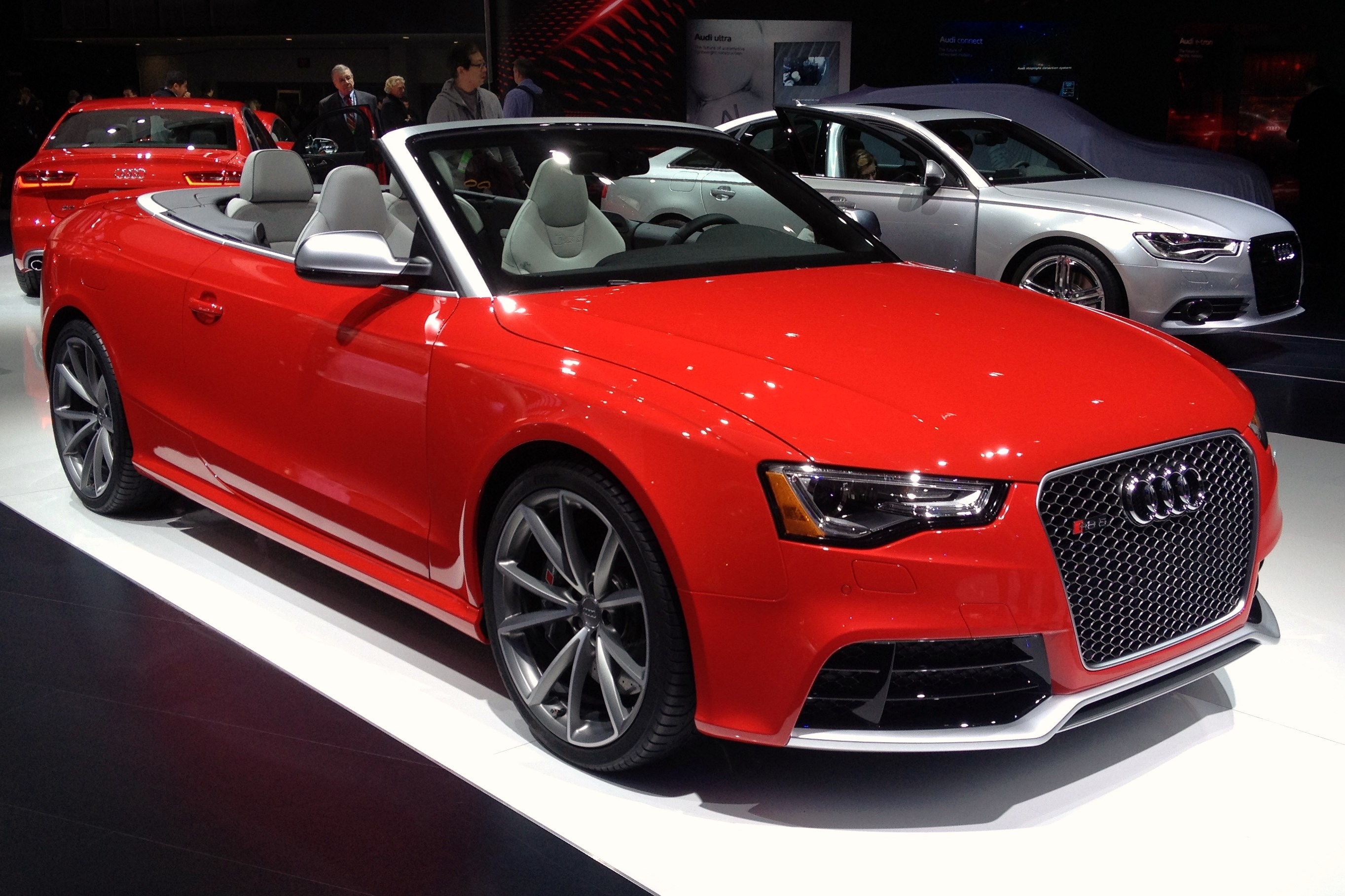
RS 5 Кабриолет
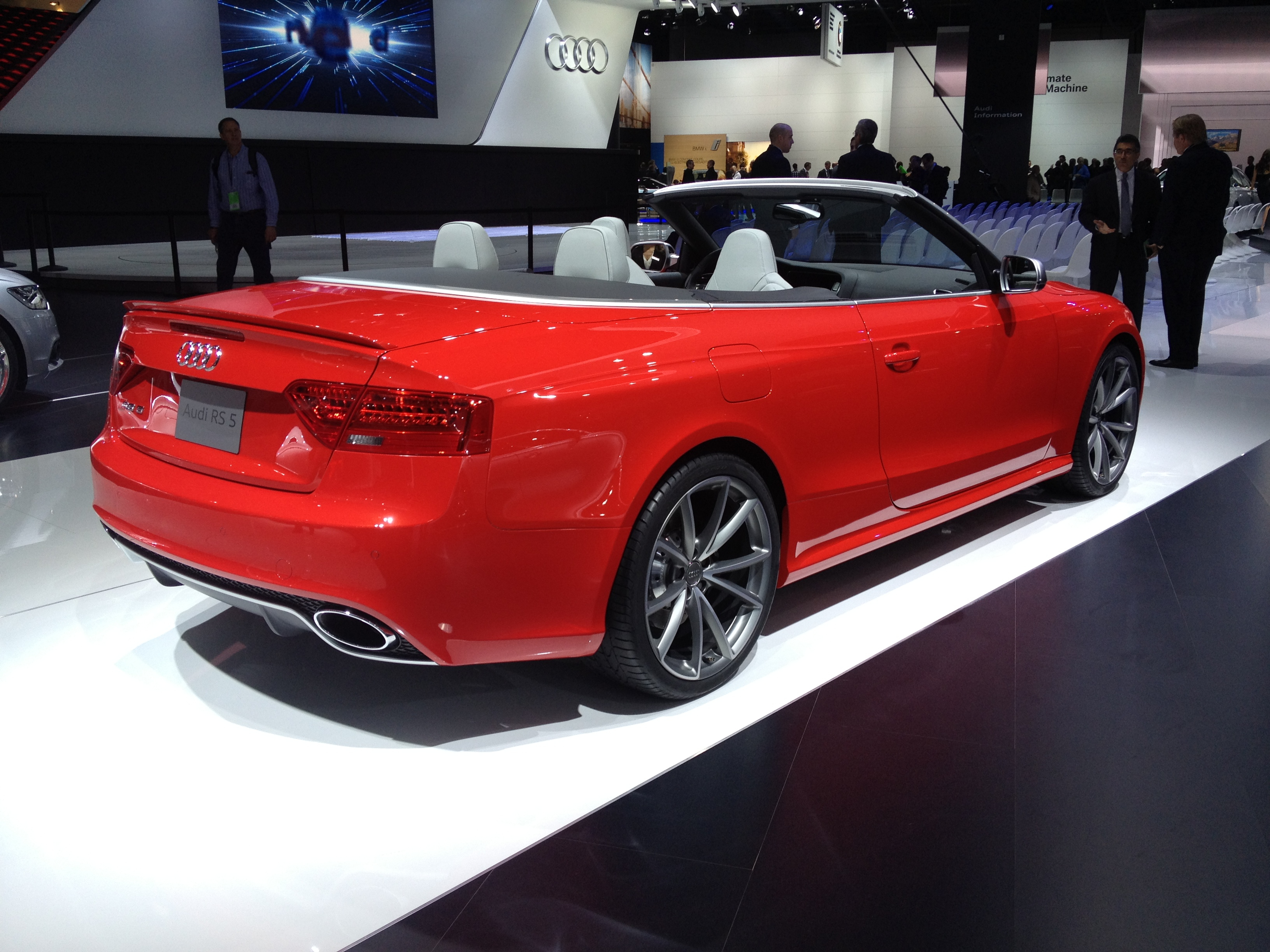
RS 5 Кабриолет
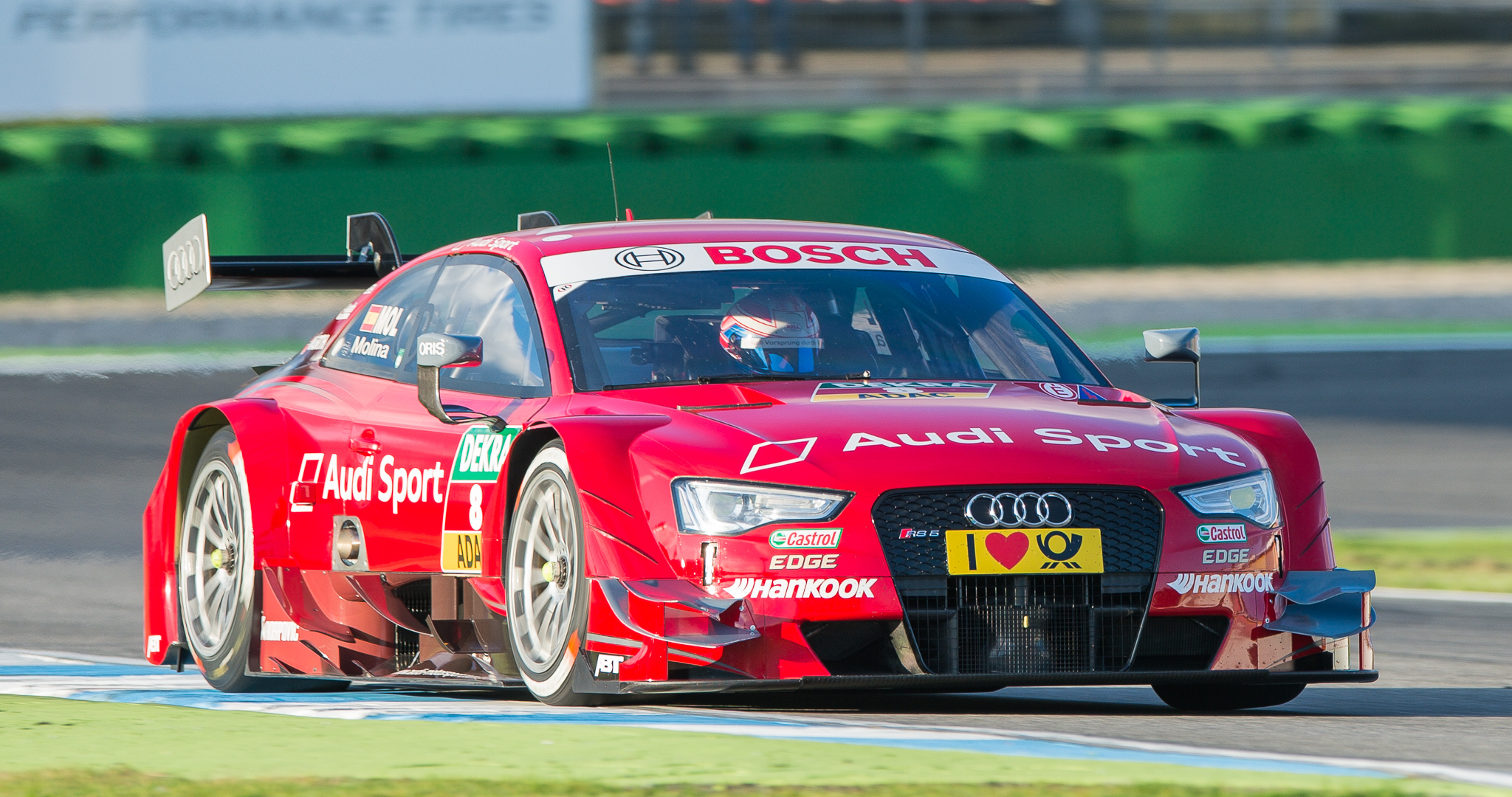
Гоночный RS 5 DTM 2012

## Второе поколение

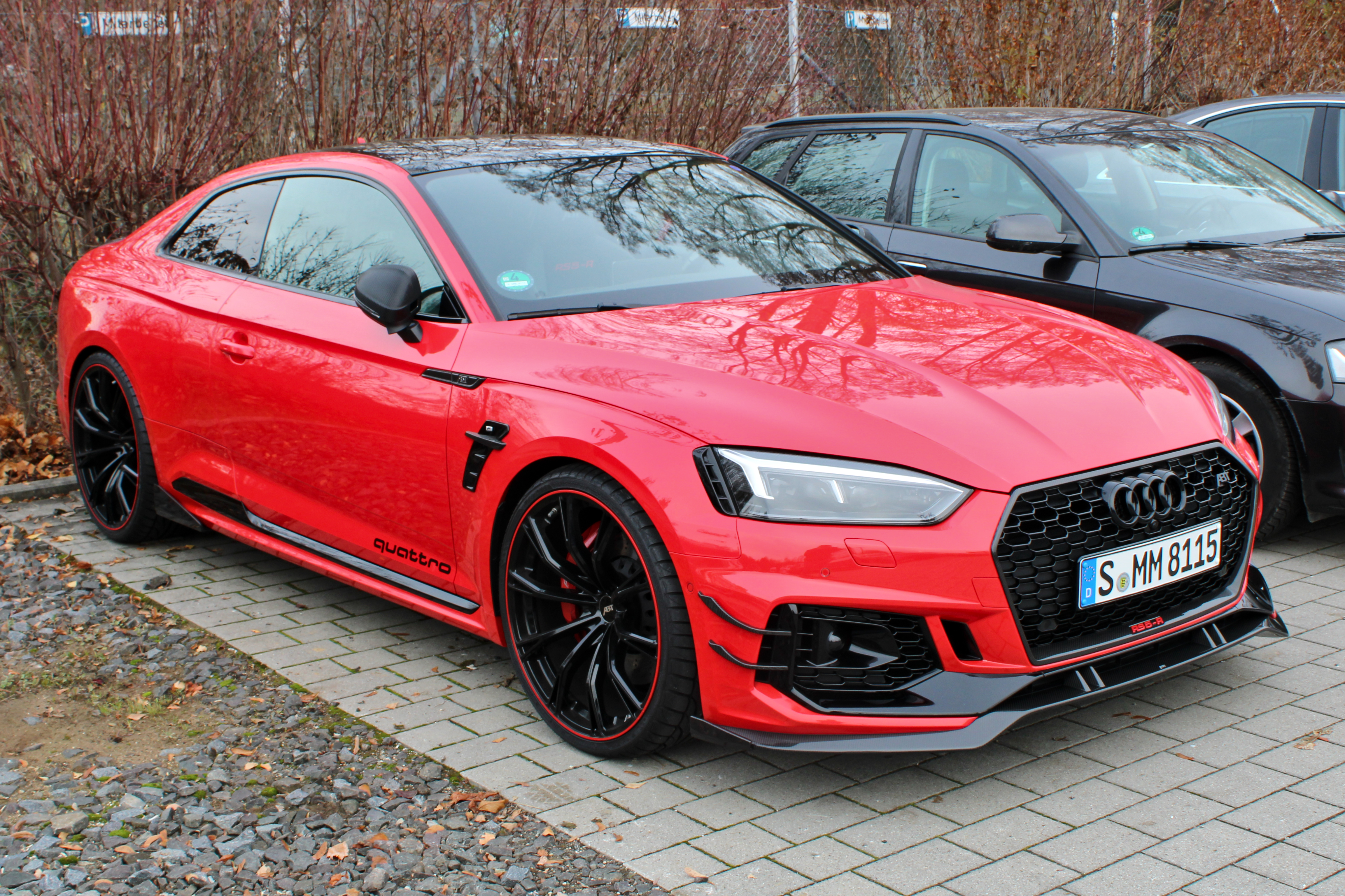
Audi RS5-R (тюнинг от ABT)

Audi RS 5 (F5) Выпускалось с 2017 по 2024 год. Двигатель 2.9 л. V6 от Porsche Panamera. Макс скорость 280 км/ч. Разгон 0-100 км/ч равен 3.9 секунды. Вес 1730 кг. В марте 2018 года вышел RS5 в кузове Sportback с 5 дверями, весом в 1840 кг.

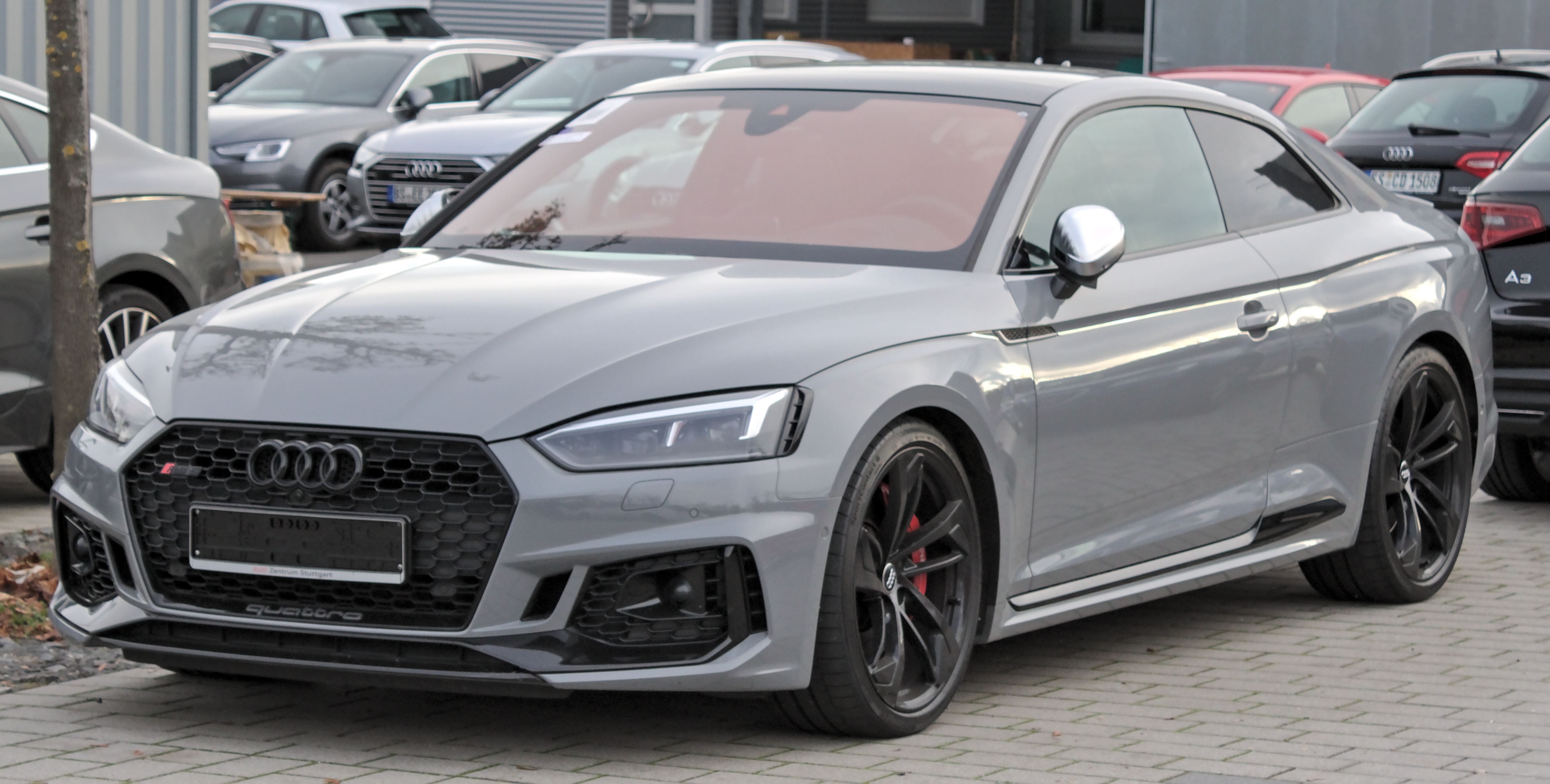
RS 5 Купе
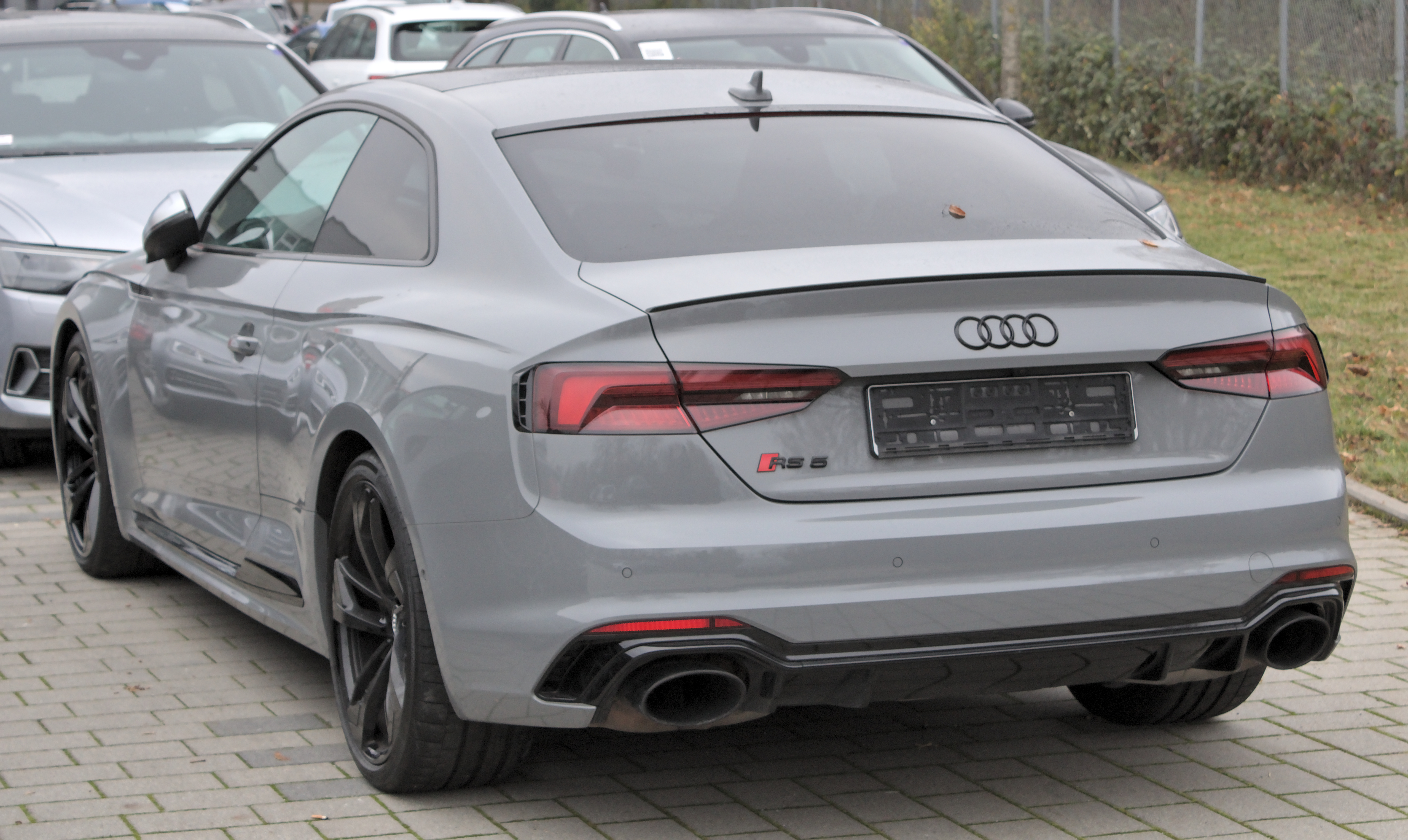
RS 5 Купе
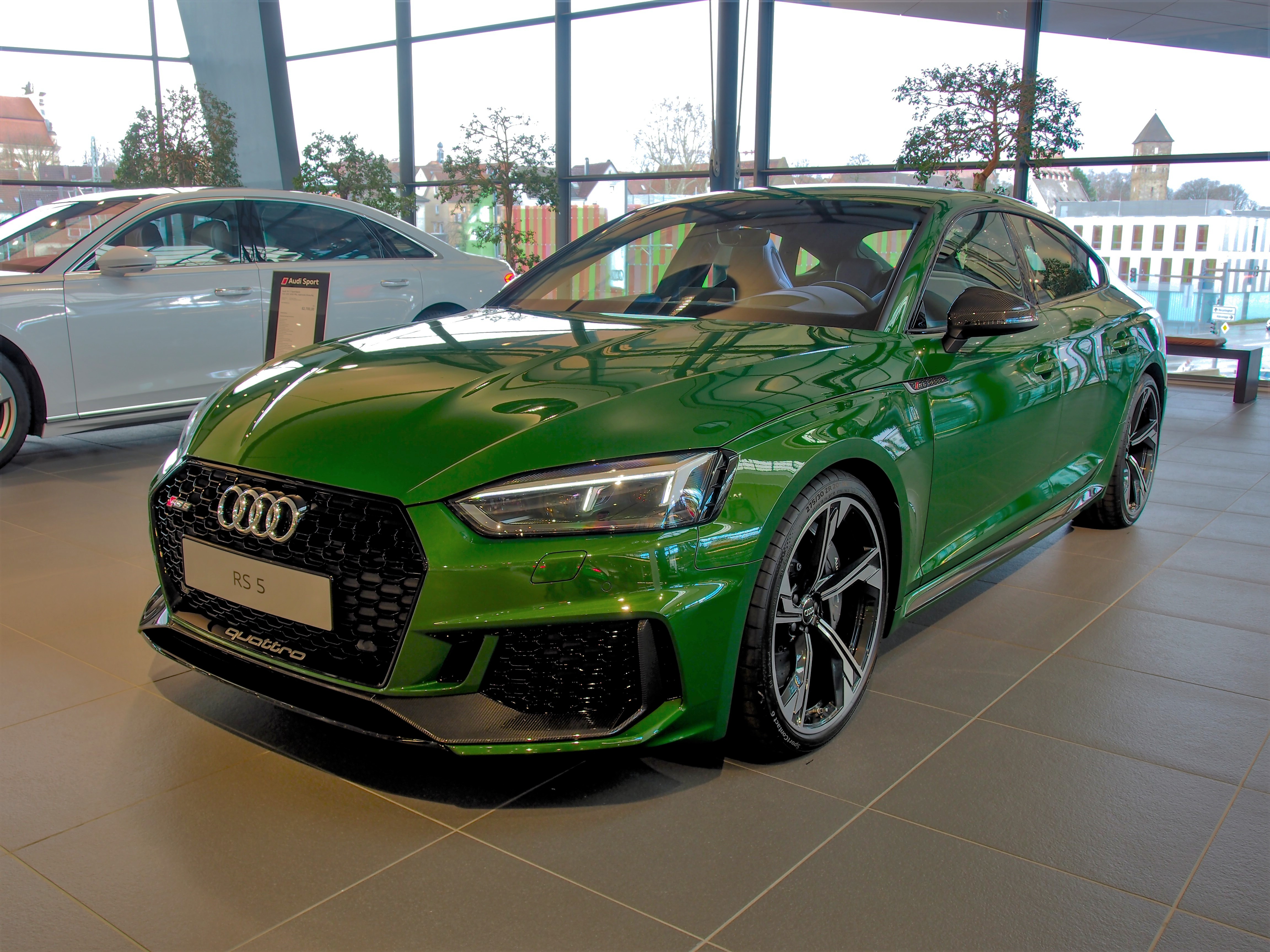
RS 5  Sportback
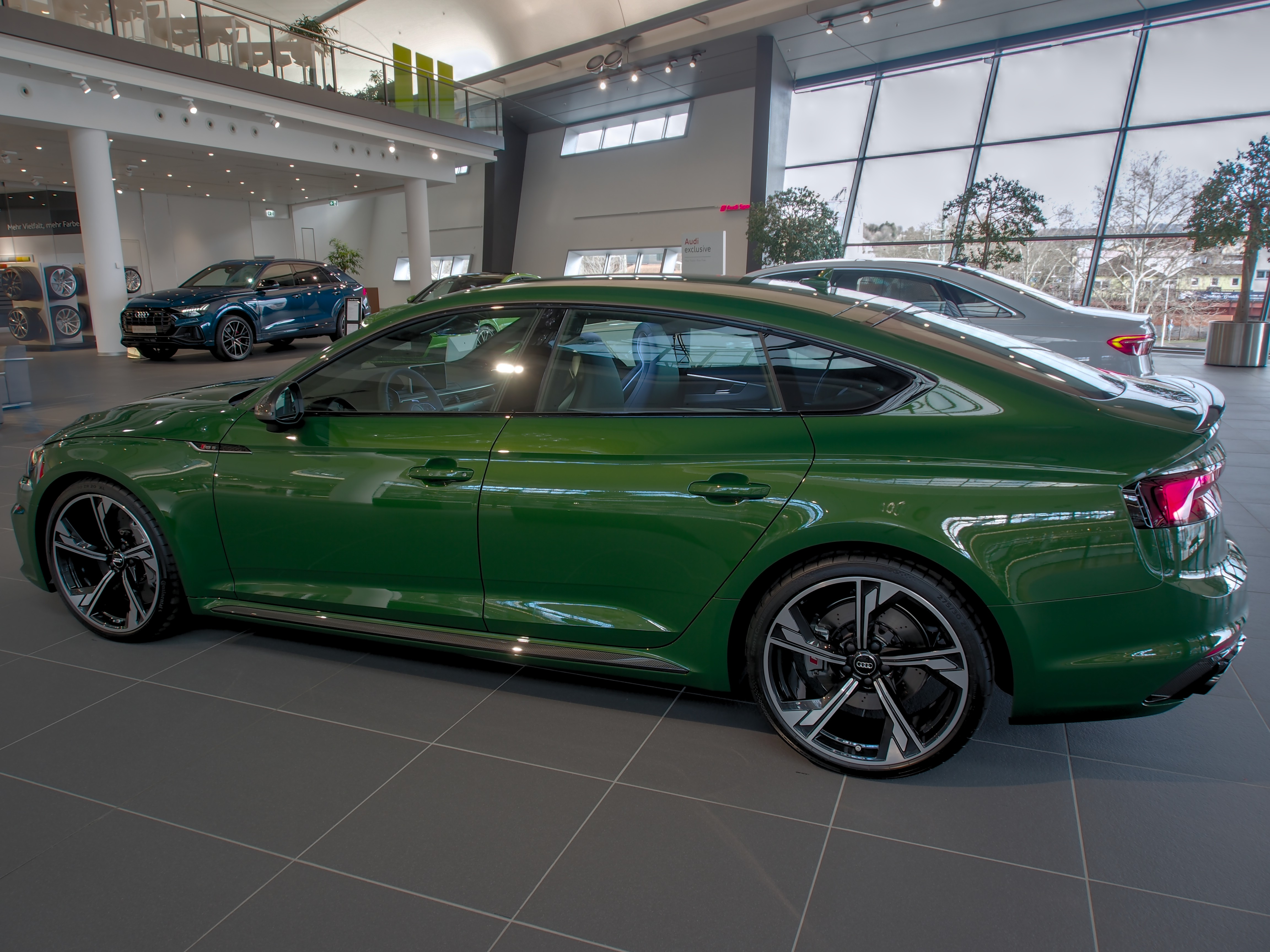
RS 5 Sportback
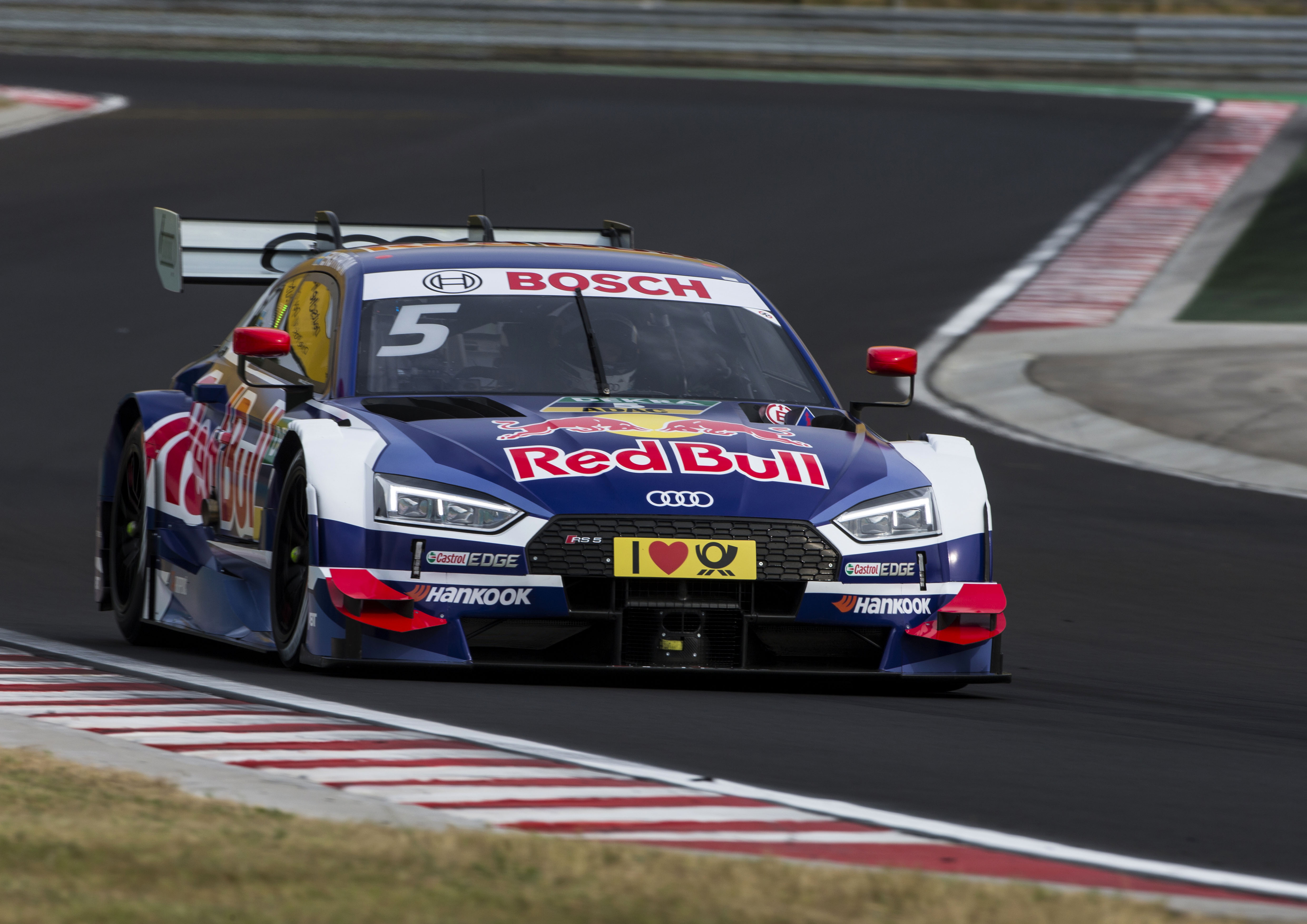
Гоночный RS 5 DTM 2017